# بيير بورداج
بيير بورداج (بالفرنسية: Pierre Bordage) كاتب فرنسي ولد في 29 يناير 1955 في لاريورث بفونديه فرنسا.

## وصلات خارجية
- بيير بورداج على موقع IMDb (الإنجليزية)
- بيير بورداج على موقع قاعدة بيانات الفيلم (الإنجليزية)

- بيير بورداج  على قاعدة بيانات الخيال التأملي على الإنترنت